# Cnidium
Cnidium es un género de plantas herbáceas de la familia de las apiáceas.  Comprende 80 especies descritas y de estas, solo 10 aceptadas.

## Taxonomía
El género fue descrito por Pierre cusson y publicado en Histoire de la Société Royale de Médicine. Paris 5: 280. 1782. La especie tipo es: Cnidium monnieri (L.) Cusson

## Especies
A continuación se brinda un listado de las especies del género Cnidium aceptadas hasta septiembre de 2012, ordenadas alfabéticamente. Para cada una se indica el nombre binomial seguido del autor, abreviado según las convenciones y usos.
- Cnidium bhutanicum M.F.Watson
- Cnidium cnidiifolium (Turcz.) Schischk.
- Cnidium dauricum (Jacq.) Fisch. & C.A.Mey.
- Cnidium divaricatum (Jacq.) Ledeb.
- Cnidium dubium Thell.	(Kadenia dubia)
- Cnidium japonicum Miq.
- Cnidium monnieri (L.) Cusson
- Cnidium salinum Turcz.
- Cnidium silaifolium (Jacq.) Simonk.
- Cnidium sinchianum K.T.Fu